# Collegio plurinominale Molise - 01 (Senato della Repubblica)
Il collegio elettorale plurinominale Molise - 01 è un collegio elettorale plurinominale della Repubblica Italiana per l'elezione del Senato.

## Territorio
Come previsto dalla legge elettorale italiana del 2017, il collegio è stato definito tramite decreto legislativo all'interno della circoscrizione Molise.
Il collegio corrisponde all'intera regione Molise e contiene il solo collegio uninominale Molise - 01 (Campobasso).

## XVIII legislatura

### Risultati elettorali
| Liste          | Liste                               | Proporzionale | Proporzionale | Proporzionale | Maggioritario | Maggioritario | Maggioritario |  |
| Liste          | Liste                               | Voti          | %             | Seggi         | Voti          | %             | Seggi         |  |
| -------------- | ----------------------------------- | ------------- | ------------- | ------------- | ------------- | ------------- | ------------- |  |
|                | Movimento 5 Stelle                  | 71 067        | 44,50         | 1             | 71 067        | 44,50         | 1             |  |
|                | Forza Italia                        | 25 265        | 15,82         | –             | 49 294        | 30,86         | –             |  |
|                | Lega                                | 13 374        | 8,37          | –             | 49 294        | 30,86         | –             |  |
|                | Noi con l'Italia – UDC              | 6 233         | 3,90          | –             | 49 294        | 30,86         | –             |  |
|                | Fratelli d'Italia                   | 4 422         | 2,77          | –             | 49 294        | 30,86         | –             |  |
|                | Partito Democratico                 | 24 076        | 15,07         | –             | 28 212        | 17,66         | –             |  |
|                | +Europa                             | 1 472         | 0,92          | –             | 28 212        | 17,66         | –             |  |
|                | Italia Europa Insieme               | 1 350         | 0,85          | –             | 28 212        | 17,66         | –             |  |
|                | Civica Popolare                     | 1 314         | 0,82          | –             | 28 212        | 17,66         | –             |  |
|                | Liberi e Uguali                     | 5 962         | 3,73          | –             | 5 962         | 3,73          | –             |  |
|                | Potere al Popolo!                   | 1 847         | 1,16          | –             | 1 847         | 1,16          | –             |  |
|                | CasaPound                           | 1 427         | 0,89          | –             | 1 427         | 0,89          | –             |  |
|                | Partito Comunista                   | 1 216         | 0,76          | –             | 1 216         | 0,76          | –             |  |
|                | Partito Valore Umano                | 608           | 0,38          | –             | 608           | 0,38          | –             |  |
|                | Partito Repubblicano Italiano – ALA | 86            | 0,05          | –             | 86            | 0,05          | –             |  |
| Totale         | Totale                              | 159 719       | 100           | 1             | 159 719       | 100           | 1             |  |
|                |                                     |               |               |               |               |               |               |  |
| Schede bianche | Schede bianche                      | 3 030         | 1,82          |               |               |               |               |  |
| Schede nulle   | Schede nulle                        | 3 901         | 2,34          |               |               |               |               |  |
| Votanti        | Votanti                             | 166 650       | 71,31         |               |               |               |               |  |
| Elettori       | Elettori                            | 233 710       |               |               |               |               |               |  |

### Eletti

#### Eletti nei collegi uninominali
Eletti nel Movimento 5 Stelle
| Collegio uninominale | Eletto | Eletto          | Partito |
| -------------------- | ------ | --------------- | ------- |
| 1. Campobasso        |        | Luigi Di Marzio | M5S     |

1. ↑  In data 15.01.2020 aderisce al gruppo misto, non iscritti.

#### Eletti nella quota proporzionale
| Movimento 5 Stelle |
| ------------------ |
|                    |
| Fabrizio Ortis     |

1. ↑  In data 19.02.2021 aderisce al gruppo misto, non iscritti.

## XIX legislatura

### Risultati elettorali
|                               | Fratelli d'Italia                                       | 29 063  | 22,41 | 1 | 55 656  | 42,92 | 1 |  |  |
|                               | Forza Italia                                            | 16 434  | 12,67 | – | 55 656  | 42,92 | 1 |  |  |
|                               | Lega per Salvini Premier                                | 8 434   | 6,50  | – | 55 656  | 42,92 | 1 |  |  |
|                               | Noi Moderati                                            | 1 725   | 1,33  | – | 55 656  | 42,92 | 1 |  |  |
|                               | Movimento 5 Stelle                                      | 31 614  | 24,38 | – | 31 614  | 24,38 | – |  |  |
|                               | Partito Democratico - Italia Democratica e Progressista | 23 790  | 18,34 | – | 30 503  | 23,52 | – |  |  |
|                               | Alleanza Verdi e Sinistra                               | 3 782   | 2,92  | – | 30 503  | 23,52 | – |  |  |
|                               | +Europa                                                 | 2 006   | 1,55  | – | 30 503  | 23,52 | – |  |  |
|                               | Impegno Civico – Centro Democratico                     | 925     | 0,71  | – | 30 503  | 23,52 | – |  |  |
|                               | Azione - Italia Viva                                    | 6 029   | 4,65  | – | 6 029   | 4,65  | – |  |  |
|                               | Unione Popolare                                         | 2 293   | 1,77  | – | 2 293   | 1,77  | – |  |  |
|                               | Italia Sovrana e Popolare                               | 2 211   | 1,70  | – | 2 211   | 1,70  | – |  |  |
|                               | Noi di Centro – Europeisti                              | 1 380   | 1,06  | – | 1 380   | 1,06  | – |  |  |
| Totale                        | Totale                                                  | 129 686 | 100   | 1 | 129 686 | 100   | 1 |  |  |
|                               |                                                         |         |       |   |         |       |   |  |  |
| Voti non validi               | Voti non validi                                         | 8 337   | 6,04  |   |         |       |   |  |  |
| Votanti                       | Votanti                                                 | 138 023 | 56,59 |   |         |       |   |  |  |
| Elettori                      | Elettori                                                | 243 884 |       |   |         |       |   |  |  |
|                               |                                                         |         |       |   |         |       |   |  |  |
| Data: 25 settembre 2022       |                                                         |         |       |   |         |       |   |  |  |
| Fonte: Ministero dell'interno |                                                         |         |       |   |         |       |   |  |  |

### Eletti

#### Eletti nei collegi uninominali
Eletti nella coalizione di centro-destra (FdI - Lega - FI - NM)
| Collegio uninominale | Eletto | Eletto         | Partito      |
| -------------------- | ------ | -------------- | ------------ |
| 1. Campobasso        |        | Claudio Lotito | Forza Italia |

#### Eletti nella quota proporzionale
| Fratelli d'Italia    |
| -------------------- |
|                      |
| Costanzo Della Porta |